# Hilde Frateur

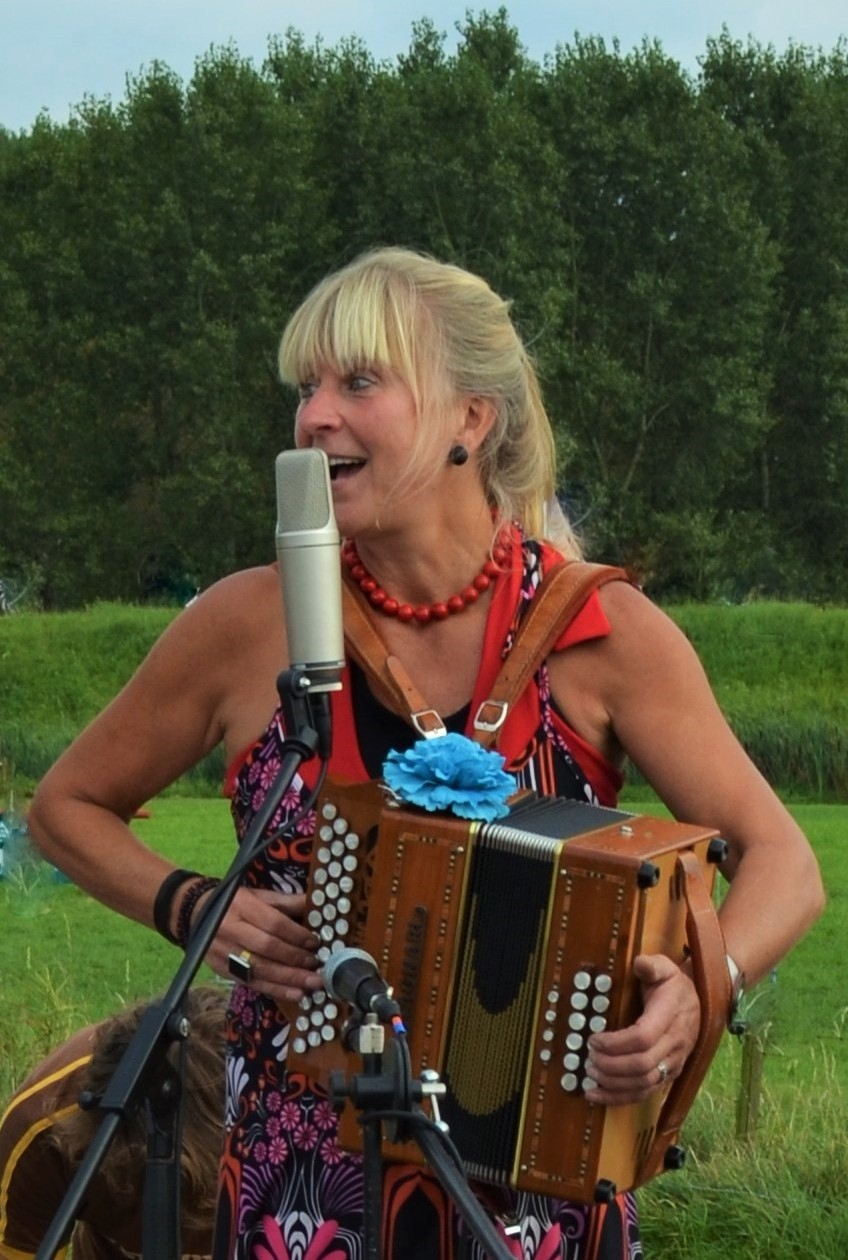
Hilde Frateur in 2012

Hilde Frateur (Reet, 19 mei 1960) is een Belgische zangeres en kunstenares.

## Levensloop
Frateur was de vierde van vijf kinderen en sterk sociaal voelend. Haar vader, Emiel Frateur, was ontwerper van zeer merkwaardige en toekomstgerichte installaties en uitvinder van speeltoestellen en speelde piano. Haar moeder was Marie-Jeanne Van den Bruel, zij kwam op voor mensen- en vrouwenrechten en steunde kansarme buurtbewoners. Hilde Frateur studeerde onder andere kunstgeschiedenis aan het Kunsthistorisch Instituut te Antwerpen en volgde een extra jaar aan de Academmia per Arte e Ristauro in Rome. Zij deed daar opgravingen en restauraties voor het Museo di Albano. Zij stamt uit een muzikale familie en kreeg van haar tante Lucie Frateur, stempedagoge zangles.
Toen zij in Rome verbleef zong zij vaak met Italiaanse vrouwen Italiaanse partizanenliederen tijdens het plukken van druiven. Toen zij jaren later deze liederen zong tijdens een zangweekend in Nijlen met Wannes Van de Velde was dit de start voor haar muzikale carrière. Frateur gaf nadien zangstages en workshops en optredens in diverse landen.
Ze schreef eigen liederen en nam 4 cd's op. Hilde Frateur is tevens vrouwenactiviste en betrokken bij natuurbescherming, hetgeen in haar muziek terug te horen is in haar cd's, waarvan de derde cd Heet op de Planeet een verzameling is van haar werk rond mens en milieu. Zij zong zelfs voor duizenden mensen haar liedrepertoire rond de SDG vooraleer die bestonden!
In augustus 2015 kreeg zij  veel lof toen zij zong de 3 landstalen uit haar eigen repertoire op het 10° Internationaal Muziekfestival Sharq Taronalari in Samarqand Uzbekistan (Melodies of the Orient). Hilde mocht hier eervol België vertegenwoordigen tussen 58 andere landen uit de hele wereld, met muzikale begeleiding van Hans Mortelmans en Bert Van Laethem. Hilde speelt vooral solo maar speelt ook met andere artiesten zoals Roberto en Alessandro Tombesi (Italië), Peter Van Eyck, Chris Joris, Andries Boone, John Joris e.a. Zo bleef haar oeuvre boeiend en nieuw!
In februari 2020 maakte zij cd-opnames met Andries Boone voor haar liederen die de corona- lock-down hebben ingeleid. Thema "De Lege Plek" met haar artiestennaam Fleur Hardi. Om deze muziek live te brengen stond gitarist-zanger-gitaarbouwer John Joris klaar met wie zij, dankzij de culturele activiteitenpremie de kans kreeg om levende-sessies te spelen met haar nieuwe muziek!
Naast muziek maakt zij ook beeldend werk en stelde meermaals ten toon in Boom alsook op de expo "Behind the Mask" in 'Avenir te Lier, waar ze sterke en unieke muzikale performances achter glas op zich nam. Zij denkt in beelden en haalt haar inspiratie uit de natuur  van waar zij woont en werkt.

## Discografie
- De kleine boot (2005), label: MMM EP
- Stad (2006), label: MMM
- Heet op de planeet (2007) label: HKM Hans Kusters Music
- Water uit de hemel (release op 26 augustus 2015)